# Orostachys
Orostachys es un género  de plantas con flores de la familia Crassulaceae. Comprende 39 especies descritas y de estas, solo 12 aceptadas.

## Descripción
Es una hierba bienal o perenne, con raíces fibrosas. Hojas basales formando una roseta visible. Rosuladas hojas sésiles, a menudo cartilaginosas. Los tallos florales de 5-60 cm de alto, simples, carnosas, erectas. Hojas alternas, sésiles, carnosas. Inflorescencia terminal paniculada en racimos. Bráctea similar a la hoja caulinar. Flores pediceladas o subsésiles, bisexuales, 5-6 meros. Lóbulos del cáliz basalmente connados, carnoso, de color verde. Pétalos basalmente connados o libre, blanco, rosado, rojo, de color amarillento o verdoso. Estambres 5-6 o 10-12, en uno o dos verticilos, anteras basifijas. Escalas nectario oblongas, de color amarillento. Carpelos basalmente estipitado, apocarpo, delgado estilo, óvulos muchos. Folículos muchos.

## Taxonomía
El género fue descrito por Friedrich Ernst Ludwig von Fischer y publicado en Mémoires de la Société Impériale des Naturalistes de Moscou 2: 270. 1809.
Etimología
Orostachys: nombre genérico que deriva de las palabras griegas: óros de "montaña" y stachys para "oreja".

## Especies
- Orostachys aggregata
- Orostachys cartilaginea
- Orostachys chanetii
- Orostachys fimbriata
- Orostachys iwarenge
- Orostachys japonica (rock pine)
- Orostachys malacophylla
- Orostachys minuta
- Orostachys paradoxa
- Orostachys sikokiana
- Orostachys spinosa
- Orostachys thyrsiflora